# 兽医产科学
兽医产科学（Veterinary obstetrics）是兽医学的一个分支学科，主要研究动物的繁殖，包括生殖系统的生理及病理及兽医产科临床实践。